# Diamond Rings
Diamond Rings è un brano musicale di Chipmunk, estratto come terzo singolo dal suo secondo album studio, I Am Chipmunk. Il brano è stato reso disponibile per il download digitale il 5 luglio 2009, mentre su CD singolo il 6 luglio 2009. Il brano figura il featuring della cantante Emeli Sandé nel ritornello. Il brano utilizza un campionamento di Miss Ska-Culation di Roland Al and the Soul Brothers.

## Tracce
CD Single
1. Diamond Rings - 3:06
2. Diamond Rings (feat. Emeli Sande/Kano/Wiley) - 3:06

Digital Download
1. Diamond Rings - 3:06
2. Diamond Rings (feat. Emeli Sande/Kano/Wiley) - 3:06
3. Diamond Rings (Terror Danjah Remix) (feat. Emeli Sande) - 4:38

## Classifiche
| Chart (2009)           | Peak position |
| ---------------------- | ------------- |
| European Hot 100       | 38            |
| Official Singles Chart | 6             |